# Canteleu
Canteleu là một xã trong vùng hành chính Normandie, thuộc tỉnh Seine-Maritime, quận Rouen, tổng Maromme. Tọa độ địa lý của xã là 49° 26' vĩ độ bắc, 01° 01' kinh độ đông. Canteleu nằm trên độ cao trung bình là 128 mét trên mực nước biển, có điểm thấp nhất là 2 mét và điểm cao nhất là 138 mét. Xã có diện tích 17,61 km², dân số vào thời điểm 1999 là 15.430 người; mật độ dân số là 876 người/km².

## Thông tin nhân khẩu
| 1962   | 1968   | 1975   | 1982   | 1990   | 1999   |
| ------ | ------ | ------ | ------ | ------ | ------ |
| 10 278 | 13 415 | 14 174 | 15 276 | 16 090 | 15 430 |